# Ficus elasticoides
Ficus elasticoides är en mullbärsväxtart som beskrevs av De Wild.. Ficus elasticoides ingår i släktet fikonsläktet, och familjen mullbärsväxter. Inga underarter finns listade i Catalogue of Life.